# Psychotria meeboldii
Psychotria meeboldii är en måreväxtart som beskrevs av Debendra Bijoy Deb och M.G.Gangop.. Psychotria meeboldii ingår i släktet Psychotria och familjen måreväxter. Inga underarter finns listade i Catalogue of Life.